# نيكولاي بوغيف
نيكولاي فاسيليفيتش بوغيف (14 سبتمبر 1837 - 11 يونيو 1903) عالم رياضيات روسي بارز، والد أندريا بيليه. كان نيكولاي بوغيف أيضاً لاعب شطرنج موهوب.